# Selena Piek
Selena Piek (Blaricum, 30 set 1991) és una esportista neerlandesa que competeix en bàdminton en la categoria de dobles. La seva parella actual és Eefje Muskens en dobles femení i Jacco Arrends en dobles mixtos. Ella ha guanyat les edicions 2014 i 2015 dels Campionats nacionals de bàdminton holandesos amb Muskens. També ha guanyat els títols del campionat nacional de dobles mixtos des de 2012 amb tres parelles diferents.